# 1146
| [ Edytuj tabelę ]          | |
| Książę Małopolski          | - 1138 Władysław II Wygnaniec 1146 - 1146 Bolesław IV Kędzierzawy 1173                               |
| Książę Wielkopolski        | - 1138 Mieszko III Stary 1177                                                                        |
| Król Angkoru               | - 1113 Surjawarman II 1150                                                                           |
| Król Anglii                | - 1135 Stefan z Blois 1154                                                                           |
| Król Aragonii              | - 1137 Petronela Aragońska 1164                                                                      |
| Hrabia Barcelony           | - 1131 Rajmund Berengar IV Święty 1162                                                               |
| Książę Bawarii             | - 1141 Henryk XI Jasomirgott 1156                                                                    |
| Margrabia Brandenburgii    | - 1144 Albrecht Niedźwiedź 1170                                                                      |
| Książę Burgundii           | - 1143 Eudes II 1162                                                                                 |
| Cesarz Bizancjum           | - 1143 Manuel I Komnen 1180                                                                          |
| Cesarz Chin                | - 1127 Song Gaozong 1162                                                                             |
| Książę Czech               | - 1140 Władysław II 1172                                                                             |
| Król Danii                 | - 1137 Eryk III Jagnię 1146 - 1146 Kanut V 1157 - 1146 Swen III Grade 1157                           |
| Władca Egiptu              | - 1130 Al-Hafiz 1149                                                                                 |
| Król Francji               | - 1137 Ludwik VII Młody 1180                                                                         |
| Król Gruzji                | - 1125 Dymitr I 1156                                                                                 |
| Hrabia Holandii            | - 1121 Dirk VI 1157                                                                                  |
| Cesarz Japonii             | - 1141 Konoe 1155                                                                                    |
| Kalif                      | - 1136 Al-Muqtafi 1160                                                                               |
| Król Kastylii              | - 1126 Alfons VII 1157                                                                               |
| Wielki książę Kijowa       | - 1139 Wsiewołod II Olegowicz 1146 - 1146 Izjasław II Pantelejmon 1154 - 1146 Igor II Olegowicz 1146 |
| Patriarcha Konstantynopola | - 1143 Michał II Kurkuas 1146 - 1146 Kosma II Attykos 1147                                           |
| Władca Korei               | - 1122 Injong 1146 - 1146 Ŭijong 1170                                                                |
| Państwo Almorawidów        | - 1145 Ishak ibn Ali 1147                                                                            |
| Król Nawarry               | - 1134 Garcia IV 1150                                                                                |
| Król Norwegii              | - 1136 Inge I Garbaty 1161 - 1136 Sigurd II Gęba 1155 - 1142 Eystein II 1157                         |
| Książę Obodrzyców          | - 1131 Niklot 1160                                                                                   |
| Hrabia Palatynatu          | - 1142 Herman III von Stahleck 1155                                                                  |
| Papież                     | - 1145 Eugeniusz III 1153                                                                            |
| Król Portugalii            | - 1139 Alfons I 1185                                                                                 |
| Sułtan Rumu                | - 1116 Masud I 1156                                                                                  |
| Książę Rusi halickiej      | - 1141 Władymirko 1153                                                                               |
| Książę Saksonii            | - 1142 Henryk Lew 1180                                                                               |
| Sułtan Wielkich Seldżuków  | - 1118 Ahmad Sandżar 1157                                                                            |
| Król Szkocji               | - 1124 Dawid I Szkocki 1153                                                                          |
| Król Szwecji               | - 1130 Swerker I Starszy 1156                                                                        |
| Doża Wenecji               | - 1130 Pietro Polani 1148                                                                            |
| Król Węgier                | - 1141 Gejza II 1161                                                                                 |

Rok 1146 / MCXLVI
stulecia: XI wiek ~
XII wiek ~
XIII wiek

lata: 1136 «
1141 «
1142 «
1143 «
1144 «
1145 «
1146
» 1147
» 1148
» 1149
» 1150
» 1151
» 1156

## Wydarzenia w Polsce
- Władysław II Wygnaniec uszedł do Niemiec, na dwór swego szwagra, Konrada III, gdzie zaczął zabiegać o pomoc. Wkrótce młodsi książęta zdobyli Kraków, którego broniła żona Władysława, Agnieszka. Po stracie Krakowa wraz z dziećmi także uciekła do Niemiec. Księciem zwierzchnim został Bolesław Kędzierzawy, który przyłączył Śląsk do dzielnicy senioralnej.
- W sierpniu ruszył na Polskę król niemiecki Konrad III. Krzywda wygnanego Władysława była tylko pozorem, tak naprawdę chodziło o rozciągnięcie zwierzchnictwa na Polskę. Wojska niemieckie zatrzymane zostały na umocnionej zasiekami granicy. Polskim książętom udało się ponadto dojść do porozumienia z uczestniczącymi w wyprawie margrabiami, którzy podjęli się pośrednictwa. Konrad III poprzestał na okupie oraz obietnicy stawienia się w roku przyszłym na sąd, który miał rozstrzygnąć sprawę Władysława.
- Biskup Jakub ze Żnina wyklął księcia seniora Władysława II Wygnańca[1].

## Wydarzenia na świecie
- 31 marca – działający na polecenie papieża Eugeniusza III francuski filozof i teolog Bernard z Clairvaux wygłosił w Vézelay kazanie wzywające do II krucjaty, które spotkało się z ogromnym odzewem w zachodniej Europie.

## Zmarli
- 2 marca – Konrad, biskup wrocławski w latach 1142–1146
- 14 kwietnia – Gertruda von Sulzbach, królowa Niemiec
- 8 sierpnia – Bogufał I, biskup poznański
- 27 sierpnia – Eryk III Jagnię (ur. ok. 1120), król Danii w latach 1137-1146, z dynastii Estrydsenidów.
- 15 września – Alan Bretoński (ur. ok. 1116), pierwszy hrabia Richmondu
- wrzesień – Robert Pullen, angielski średniowieczny filozof i teolog oraz pierwszy w historii kardynał pochodzący z Anglii
- październik – Tomasz, kardynał S. Vitale
- Huguo Jingyuan - mistrz chan okresu dynastii Song z frakcji yangqi szkoły linji (ur. 1094)
- Imad ad-Din Zengi (ur. 1087) – bej Mosulu
- Wsiewołod II Olegowicz – książę czernichowski i Wielki Książę Kijowa
- Zhu’an Shigui (ur. 1083) – chiński mistrz chan z frakcji yangqi szkoły linji